# Literatura ormiańska
Literatura ormiańska powstała de facto po 406 r., gdy ormiański mnich Mesrop Masztoc opracował odrębny alfabet, zwany dziś alfabetem ormiańskim, bazujący na greckiej minuskule.

## Historia
Już w neolicie pojawiło się na terenach Armenii pismo obrazkowe. Do dziś można spotkać ryte w skale w Górach Gegamskich piktogramy w kształcie ludzi i zwierząt. Od czasów Aleksandra Wielkiego zaczęły przenikać na tereny Armenii wpływy literatury i kultury greckiej. Armenia pod panowaniem dynastii Seleucydów zaczęła się szybko rozwijać. Zwłaszcza warstwa możnowładców – nachararów, w szybkim czasie zaczęła się kształcić.

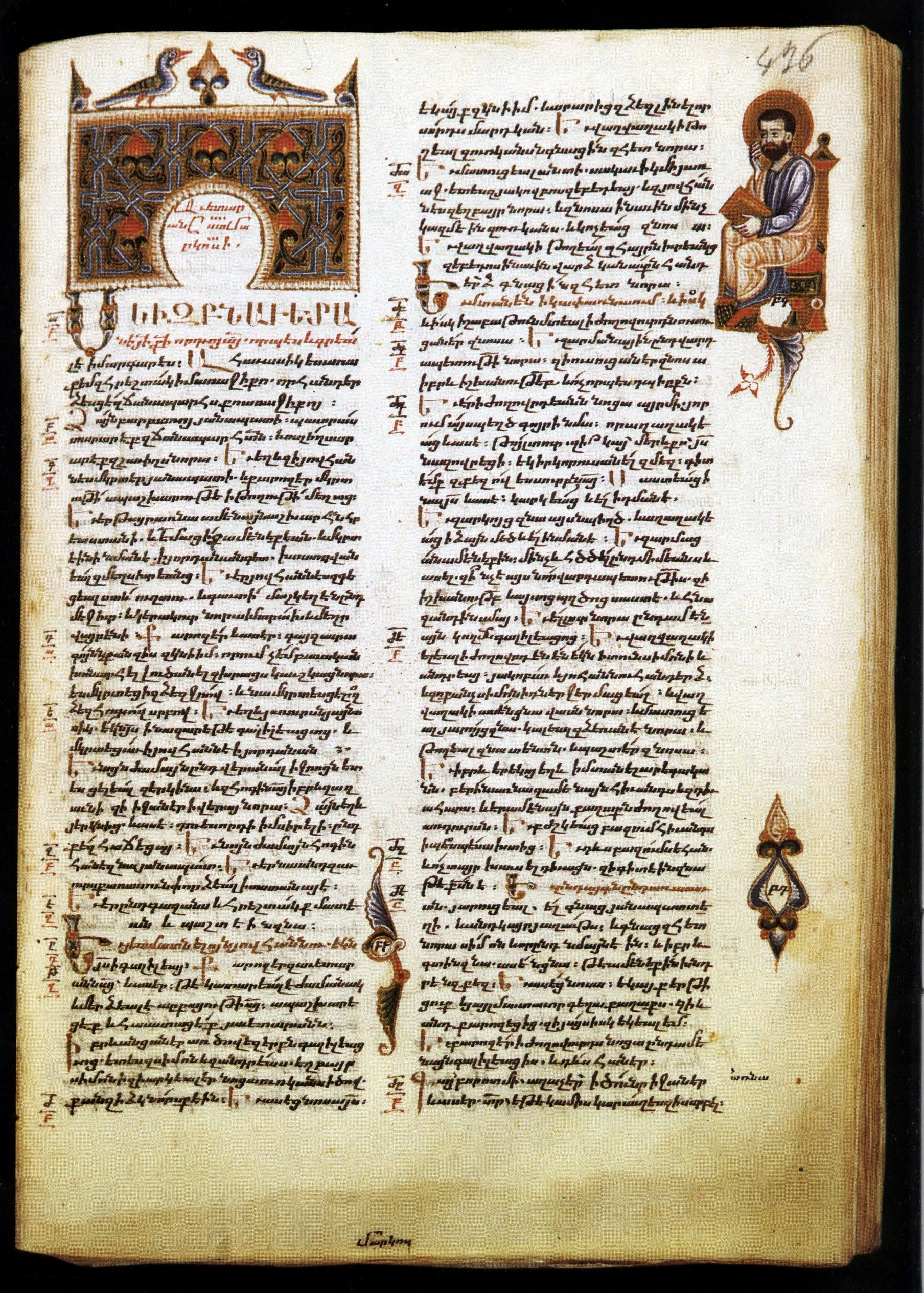
Pierwsza strona Ewangelii według Marka (Sargis Pitsak)

Prawdziwa ormiańska literatura, żyjąca dotąd w przekazie ustnym, zaczęła powstawać dopiero po opracowaniu pisma w początkach V w. Niedługo po wynalezieniu alfabetu mnisi ormiańscy rozpoczęli ogromną pracę translatorską i przetłumaczyli z języka greckiego niemal całe Pismo Święte, wiele pism Ojców Kościoła, liturgię kazania i hagiografie. Powstały wówczas także ormiańskie odpisy dzieł starożytnych greckich filozofów i poetów. W dużej mierze dzięki nim ocalały do dziś niektóre księgi, niezachowane nigdzie indziej, choćby spora część dzieł Arystotelesa. Ponadto, zaczęły również powstawać oryginalne dzieła literatury ormiańskiej, takie jak Historia Armenii Mojżesza Choreńskiego. Kodeksy były bogato ilustrowane miniaturami, a ich poziom wydawniczy przewyższał to, co w tym czasie wydawano na obszarze Cesarstwa Zachodniorzymskiego czy Cesarstwa Bizantyńskiego.
Po najazdach perskich życie kulturalne upadło i tylko nieliczne górskie przeważnie klasztory podtrzymywały poziom. W tym czasie powstały dzieła wielkiej rangi, takie jak: Księga śpiewów żałobliwych Grzegorza z Nareku (XI w.), czy anonimowego autorstwa epos Dawid z Sasunu (spisany i wydany jednak dopiero w XIX w.).
Jednocześnie, w istniejącym w latach 1080–1375 ormiańskim Królestwie Cylicji nastąpiło ożywienie kulturalne. Zaczęły powstawać świeckie szkoły przyklasztorne, tzw. warżarany. Tworzyli wtedy wybitni poeci ormiańscy, tacy jak: Jan Sarkawag, Nerses Sznorhali, zw. Wdzięcznym (1102–1173), Mychitar Gosz, czy Wardan Ajhekci. Warto zanotować tutaj, że autorem pierwszego ormiańskiego świeckiego poematu był Jan Sarkawag. Statut Ormiański (Datastanagirk) napisany przez Gosza stał się podstawą prawa w Armenii, opozycyjnego względem prawa szariatu obowiązującego w ówczesnej Persji.
Dalsze wieki były czasem coraz większego upadku kulturowego. Jedynym miejscem integrującym Ormian był Apostolski Kościół Ormiański, o którym pisał XIX-wieczny klasyk literatury ormiańskiej, Demirczjan: Ormianom można spalić pola, można rozgrabić ich dobytek – nie będzie z tym większego kłopotu. Ale nie daj Boże, by jakaś obca armia ważyła się plądrować ich kościoły. Wychodzą wtedy, obdarci, ze swoich nor, dzierżąc widły i topory, gotowi zginąć za kamienną świątynię i wiarę, o której przypomną sobie znowu przy okazji następnego najazdu. Ormianie nie tyle czczą Boga, co darzą uwielbieniem swój Kościół. W tym czasie literatura ormiańska rozwija się głównie w disaporze, na bazie nowego języka – kipczackiego, także na terenach Rzeczypospolitej Obojga Narodów. W tym języku powstała tzw. Kronika wenecka (1492–1537). Powstają również słowniki łacińsko-ormiańskie i różne pisma mniejszej rangi.
Dopiero ruchy narodowowyzwoleńcze, charakterystyczne dla XIX wieku obudziły życie kulturowe Ormian. Największe ośrodki kulturowe znajdowały się podówczas poza granicami kraju, w: Konstantynopolu, Tbilisi czy Smyrnie. Powstało wtedy wiele pism kulturalno-literackich, jak choćby: Azdarar drukowane w Madrasie w nowym języku – aszcharabar czy Hajastan. Zaczęli tworzyć wybitni poeci ormiańscy: Harutiun Ałmadarian, autor „Ramzida” i „Zenobii”, Mesrop Tahatianc, Chaczatur Abowian, autor pierwszej nowoczesnej powieści pt. Rany Armenii, Gaług Szermanian, Arsen Bagratuni, autor poematu Bohater Hajk, przedstawiającego legendę założyciela Armenii. Do romantycznych i późnoromantycznych poetów zaliczany jest Symbat Szachazi, Rafael Patakian, zaś prozę ameńską reprezentował Perse Proszian i Raffi (Hakob Melik-Hakobian). Przedstawicielami realizmu byli: Aleksander Mojsisian Szirwanidze, Michał Owaniesjan i Gabriel Sundukian.
Współczesność stała pod znakiem rzezi Ormian i rozdwojenia narodu na frakcję narodową i prosowiecką. Odbiło się to również na literaturze. Wprawdzie dzięki staraniom władz sowieckich powstał tzw. Matenadaran, instytucja, mająca na celu gromadzenie i opisywanie literackiego dorobku Ormian, to jednak restrykcyjna i ludobójcza polityka władz sowieckich uniemożliwiła swobodny rozwój literatury ormiańskiej. W latach 20.–50. XX w. tworzone były głównie panegiryki na cześć władzy bolszewickiej oraz tzw. produkcyjniaki.
Po odzyskaniu przez Armenię niepodległości w 1989 r. literatura ormiańska stanęła wobec nowych wyzwań. Czynnikiem hamującym rozwój literatury były wojny o Górski Karabach, trzęsienie ziemi w 1988, postępująca pauperyzacja społeczeństwa i masowa emigracja.
Czasami do literatury ormiańskiej zaliczane są pisarze, tworzący w diasporze. W Polsce byli to m.in.: Szymon Szymonowic, Szymon Zimorowic, Józef Bartłomiej Zimorowic, Grzegorz Piramowicz, Kajetan Abgarowicz, Sadok Barącz. Wielu z nich tworzyło jednak w języku polskim i ich twórczość często jest pomijana w opisie dziejów literatury ormiańskiej. Podobnie jest z twórczością pisarzy tworzących współcześnie w diasporze. Do najwybitniejszych współczesnych pisarzy pochodzenia ormiańskiego, działających w XX w. należy np. William Saroyan. Jego twórczość bywa jednak powszechnie zaliczana do literatury amerykańskiej.

## Pisarze ormiańscy i ormiańskiego pochodzenia
- Mojżesz z Chorenu
- Grzegorz z Nareku
- Jan Sarkawag
- Nerses IV Wdzięczny
- Frik
- Owanes z Erzinki
- Mychitar Gosz
- Nahapet Kuczak
- Harutiun Ałmadarian
- Mesrop Tahatianc
- Chaczatur Abowian
- Jeghisze Czarenc
- Arsen Bagratuni
- Awetik Isahakian
- Symbat Szachazi
- Rafael Patakian
- Perse Proszian
- Akop Melik-Akopian
- Sajat-Nowa
- Owannes Tumanian
- Szymon Szymonowic
- Szymon Zimorowic
- Józef Bartłomiej Zimorowic
- Kajetan Abgarowicz (pseud. „Abgar-Sołtan”)
- Sadok Barącz
- William Saroyan

## Najsłynniejsze utwory
- Mojżesz z Chorenu Historia Armenii (475–480),
- Dawid z Sasunu (ok. V w.)
- Grzegorz z Nareku Księga pieśni żałobliwych (początek XI w.),
- Nerses Sznorali Płacz na zdobycie Edessy,
- Owanes z Erzinki Owanes, oraz Asza,
- Mechitar Gosz Datastanagirk (1184–1213),
- Harutiun Ałmadarian Czapaberakank (Petersburg 1884),
- Akop Melik-Akopian Dawid-Bek
- William Saroyan Śmierć nie omija Itaki